# União das Freguesias de Venade e Azevedo
Die União das Freguesias de Venade e Azevedo ist eine portugiesische Gemeinde (Freguesia) im Kreis (Concelho) Caminha im Nordwesten Portugals.

## Geschichte
Die Gemeinde entstand im Zuge der Gebietsreform vom 29. September 2013 durch die Zusammenlegung der ehemaligen Gemeinden Venade und Azevedo. Venade wurde Sitz der neuen Verwaltung.

## Demographie
| Freguesia | Freguesia        | Freguesia | Freguesia       | ehemalige Freguesias | ehemalige Freguesias | ehemalige Freguesias | ehemalige Freguesias |
| --------- | ---------------- | --------- | --------------- | -------------------- | -------------------- | -------------------- | -------------------- |
| Wappen    | Freguesia        | Einwohner | Fläche in (km²) | Wappen               | Freguesia            | Einwohner            | Fläche in (km²)      |
|           | Venade e Azevedo | 881       | 11,38           |                      | Venade               | 820                  | 5,91                 |
|           | Venade e Azevedo | 881       | 11,38           | Azevedo              | 158                  | 5,47                 |                      |